# Širvinta (přítok Šeimeny)
Širvinta je řeka v Litvě, v Suvalkiji, v okrese Vilkaviškis, náleží do povodí řeky Šešupė. Horní tok řeky Širvinta byl regulován v 19. století, kdy bylo její koryto zkráceno o 38 km. Horní tok původní řeky byl vykopáním kanálu jménem Alvito perkasas u města Alvitas oddělen od zbytku řeky a sveden do přítoku Šeimeny jménem Vailiškis a vzápětí jeho prostřednictvím do samotné Šeimeny, která je přítokem původní řeky Širvinta.. Horní tok řeky Širvinta pramení na jižním okraji vísky Armudiškiai, 9 km na východ od jezera Vištytis. Teče převážně severním směrem. Do řeky Šeimena se vlévá 1 km na východ od vsi Šūkliai, 13,2 km od jejího nynějšího ústí do původně dolního toku téže řeky Širvinta. Až do 19. století byla celá Širvinta přítokem Šešupė. Po odvedení části vod kanálem Kastinė přes jezero Paežerių ežeras a Vilkaviškis do Šeimeny je část koryta za tímto kanálem mělká. Střední tok spadá do Hydrografické rezervace Širvinty.

## Přítoky
- Levé:

| Hydrologické pořadí | Řeka      | Délka (km) | Povodí (km²) | Vzdálenost od ústí (km) | Ústí kde     | Koordináty ústí |
| ------------------- | --------- | ---------- | ------------ | ----------------------- | ------------ | --------------- |
| 15010604            | Lankupa   | 12,1       | 34,2         | 43,6                    | Duonelaičiai |                 |
| 15010612            | Zanyla    | 19,3       | 100,7        | 31,5                    | Karalkrėslis |                 |
|                     | Obelupis  |            |              |                         | Vaičlaukis   |                 |
| 15010618            | Brideikis | 13,0       | 25,5         | 10,0                    | Čyčkai       |                 |

- Pravé:

| Hydrologické pořadí | Řeka     | Délka (km) | Povodí (km²) | Vzdálenost od ústí (km) | Ústí kde    | Koordináty ústí |
| ------------------- | -------- | ---------- | ------------ | ----------------------- | ----------- | --------------- |
| 15010602            | Š - 4    | 4,0        | 3,8          | 50,1                    |             |                 |
| 15010603            | Š - 2    | 5,3        | 3,7          | 45,0                    |             |                 |
| 15010606            | Dotamas  | 12,7       | 31,2         | 38,1                    | Sausininkai |                 |
| 15010608            | Aista    | 21,2       | 66,3         | 34,0                    | Sausininkai |                 |
| 15010598            | Kastinė  | 6,3        | 19,3         |                         | Vaičlaukis  |                 |
|                     | Mergupis |            |              | 2,0                     | Drebulinė   |                 |